# Hallången (Kättilstads socken, Östergötland)
Hallången är en sjö i Kinda kommun i Östergötland och ingår i Motala ströms huvudavrinningsområde. Sjön har en area på 0,691 kvadratkilometer och ligger 165,4 meter över havet. Sjön avvattnas av vattendraget Kvarntorpsån.

## Delavrinningsområde
Hallången ingår i det delavrinningsområde (643752-150768) som SMHI kallar för Utloppet av Galmern. Medelhöjden är 155 meter över havet och ytan är 14,16 kvadratkilometer. Det finns inga avrinningsområden uppströms utan avrinningsområdet är högsta punkten. Kvarntorpsån som avvattnar avrinningsområdet har biflödesordning 4, vilket innebär att vattnet flödar genom totalt 4 vattendrag innan det når havet efter 146 kilometer. Avrinningsområdet består mestadels av skog (68 procent). Avrinningsområdet har 1,87 kvadratkilometer vattenytor vilket ger det en sjöprocent på 13,2 procent.